# Grand Prix Pino Cerami 1991
Il Grand Prix Pino Cerami 1991, ventottesima edizione della corsa, si svolse il 12 aprile su un percorso con partenza e arrivo a Wasmuel. Fu vinto dal belga Andrei Tchmil della SEFB-Saxon-Gan davanti all'italiano Maurizio Fondriest e all'olandese Frans Maassen.

## Ordine d'arrivo (Top 10)
| Pos. | Corridore              | Squadra                 | Tempo    |
| ---- | ---------------------- | ----------------------- | -------- |
| 1    | Andrei Tchmil          | SEFB-Saxon-Gan          | 5h02'00" |
| 2    | Maurizio Fondriest     | Panasonic-Sportlife     | s.t.     |
| 3    | Frans Maassen          | Buckler                 | s.t.     |
| 4    | Manuel Jorge Domínguez | Clas-Cajastur           | s.t.     |
| 5    | Maximilian Sciandri    | Carrera-Vagabond        | s.t.     |
| 6    | Jesper Skibby          | TVM-Sanyo               | s.t.     |
| 7    | Laurent Dufaux         | Helvetia-La Suisse      | s.t.     |
| 8    | Dmitrij Konyšev        | TVM-Sanyo               | s.t.     |
| 9    | Stefano Zanatta        | Chateau d'Ax            | s.t.     |
| 10   | Marek Kulas            | La William-Saltos-Duvel | a 26"    |